# Iridopsis humaria
Iridopsis humaria là một loài bướm đêm trong họ Geometridae.